# Aus dem Berliner Journal
Aus dem Berliner Journal ist der Titel eines literarischen Tagebuchs des Schweizer Schriftstellers Max Frisch, das 2014 im Suhrkamp Verlag veröffentlicht wurde. Es besteht aus Aufzeichnungen aus den Jahren 1973 und 1974. Sie bilden nur einen Teil des gesamten Berliner Journals, das den Zeitraum bis 1980 umspannt und für dessen Veröffentlichung Frisch eine Sperrfrist von 20 Jahren – beginnend mit seinem Tod am  4. April 1991 – verfügt hat. Im Mittelpunkt des Buchs stehen Frischs Umzug nach Berlin sowie die Begegnungen mit Kollegen aus dem Literaturbetrieb im West- und Ostteil der Stadt. Gestrichen wurden Auslassungen zu Frischs Privatleben, was der Herausgeber Thomas Strässle mit Persönlichkeitsrechten begründet.

## Inhalt

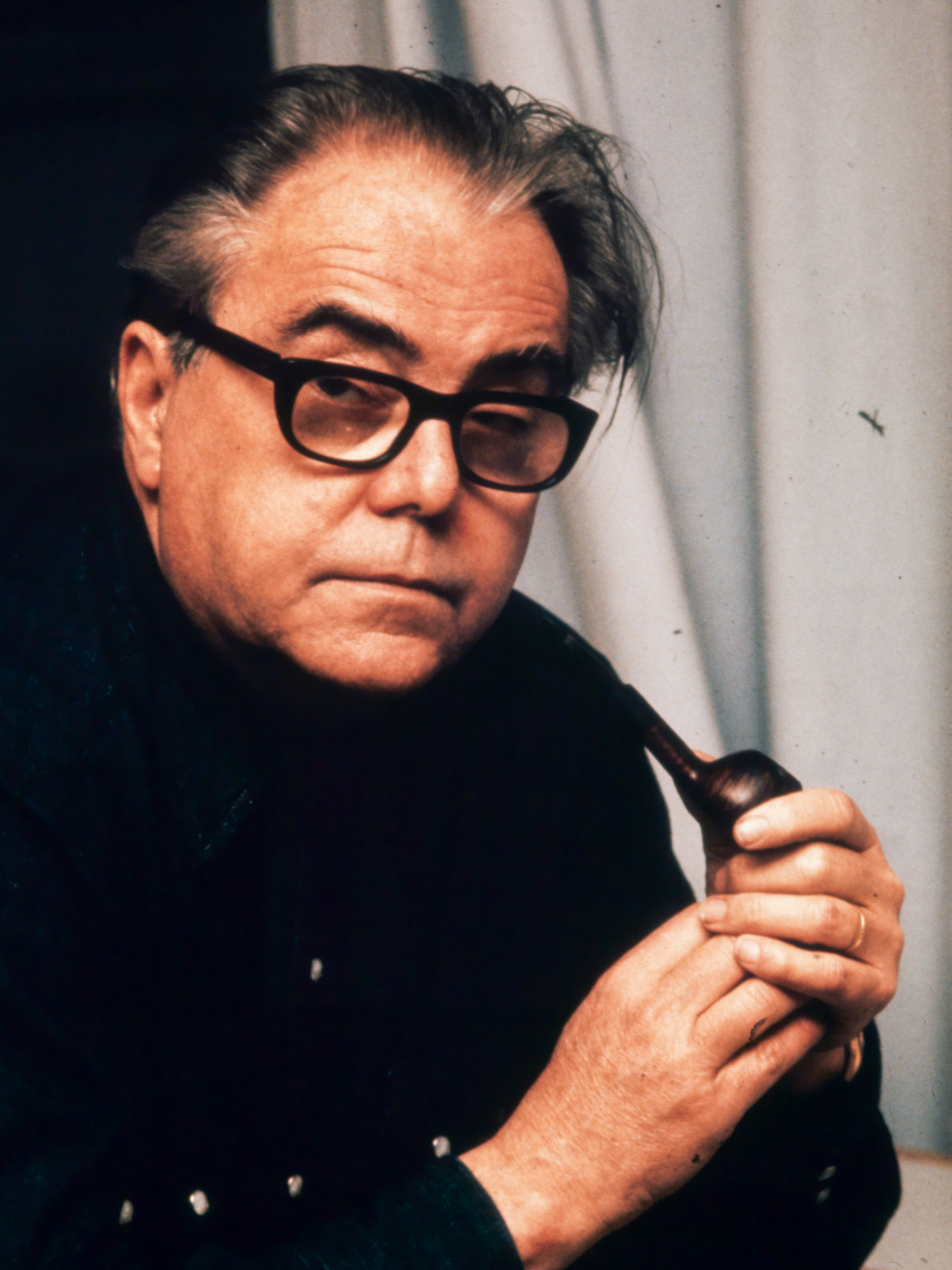
Max Frisch (ca. 1974)

Die Aufzeichnungen beginnen am 6. Februar 1973 mit Frischs Umzug nach Berlin-Friedenau in eine Wohnung in der Sarrazinstraße 8. Mit seiner 28 Jahre jüngeren Ehefrau Marianne hat der 61-jährige Frisch die Schweiz verlassen, in der es ihm zu eng geworden ist, um in der deutschen Großstadt einen Neuanfang zu wagen. Nachdem die kollegiale Nachbarschaft mit Alfred Andersch im abgelegenen Berzona unter zu großer Nähe gelitten hat, pflegt er in Berlin Freundschaften zu Günter Grass und Uwe Johnson, seinem damaligen Lektor beim Suhrkamp Verlag. Er trifft Hans Magnus Enzensberger und reist mehrfach nach Ost-Berlin, wo im Verlag Volk und Welt eine Auswahl seines zweiten Tagebuchs erscheinen soll. Frisch bespricht sich mit dem Verlagsleiter Jürgen Gruner, dem Lektor Roland Links und Hermann Kähler, der ein Nachwort schreiben soll, mit dem sich der sozialistische Verlag vom bürgerlichen Schriftsteller distanzieren will. Vor allem begegnet er im Osten aber Schriftstellerkollegen wie Jurek Becker, Wolf Biermann, Günter Kunert sowie Christa und Gerhard Wolf, zu denen er Freundschaften knüpft. Uwe Johnson hingegen, der einst in den Westen geflohen ist, begegnet den DDR-Schriftstellern mit unversöhnlichem Groll.
Die Situation der Menschen im geteilten Berlin, die allgegenwärtige Überwachung und Zensur in der DDR, unter der seine Kollegen zu leiden haben und die bis in jedes Gespräch hineinwirkt, beeindruckt Frisch so sehr, dass er Gedankenspiele über ein geteiltes Zürich zu Papier bringt. Hin und wieder erreichen ihn Nachrichten aus der Schweiz, die er kritisch kommentiert, so die Auseinandersetzung mit Karl Schmid um seine Rede Die Schweiz als Heimat? anlässlich der Verleihung des Grossen Schillerpreises. Frisch ist mit der Veröffentlichung des Dienstbüchleins beschäftigt. Erste Entwürfe zur Erzählung Der Mensch erscheint im Holozän unter den Arbeitstiteln Regen und Klima misslingen und werden vom Autor zurückgezogen. Daneben schreibt er vor allem Notizen, an der Schreibmaschine findet er Halt. In der Beziehung zu Marianne, der Frisch sich unzumutbar fühlt, kommt es hingegen zu Spannungen. Wiederholt thematisiert er seinen vergeblichen Kampf gegen den Alkohol, das zunehmende Alter und die Erwartung eines nahen Todes. Frisch plant eine Werkausgabe und rechnet damit, dass sie erst postum erscheinen wird. Die Aufzeichnungen enden am 26. März 1974, wenige Tage vor dem Aufbruch zu einer Lesereise in die USA, von der Frisch glaubt, es werde seine letzte Reise nach New York sein.

## Hintergrund
Max Frisch, der zuvor bereits zwei literarische Tagebücher über die Zeiträume 1946–1949 und 1966–1971 veröffentlicht hatte, schrieb von Februar 1973 bis April 1980 ein weiteres Tagebuch, dem er den Titel Berliner Journal verlieh. Die Aufzeichnungen umfassen den Zeitraum von seinem Umzug nach Berlin über die in der Erzählung Montauk verarbeitete USA-Reise, auf der er seine spätere Lebensgefährtin Alice Locke-Carey kennenlernte, bis zum Ende seiner Ehe mit Marianne, die 1979 geschieden wurde. In einem Interview mit Volker Hage ließ Frisch im August 1981 erstmals den Inhalt des unveröffentlichten Journals verlauten:

„Das Tagebuch hat sehr viel mit der Ehe zu tun, darum kann ich es nicht vorlegen, will es auch nicht. Das Ganze ist eine Einheit, alles geht ineinander über, ich kann da nicht einfach einen Teil herauslösen, und ich möchte auch nicht bearbeitend herangehen. Es ist eben kein Sudelheft, sondern ein durchgeschriebenes Buch, auch die privaten Sachen sind ins Reine geschrieben, ausformuliert, nicht einfach nur Notizen. Der Zwang zur Formulierung ist wichtig, sonst wird es das pure Selbstmitleid. Das ist jetzt gesperrt bis zwanzig Jahre nach meinem Tod: wegen der Beteiligten, die dann weiter davon weg sind.“

Max Frisch übergab das Typoskript des Journals 1980 an die kurz zuvor gegründete Max-Frisch-Stiftung. Als Einziger hatte Frischs Freund Uwe Johnson Teile des Journals gelesen, war jedoch vom Autor zum Stillschweigen verpflichtet worden. In einem Brief an Johnson schrieb Frisch im Oktober 1980:

„Ich möchte, dass die Kopie, die Sie beim Notar hinterlegt haben, in Ihren persönlichen Besitz übergeht, lieber Uwe, unter der Bedingung, dass Sie dieses Journal niemand zeigen und, wenn Sie, als Einziger, es gelesen haben, mit niemand darüber sprechen. Ich weiss nicht mehr, was darin steht, viel Krudes, so vermute ich, viel Selbstgerechtigkeiten. Hoffentlich steht nichts darin, was Sie verletzt. Die späteren Hefte befassen sich nur noch mit Marianne / bis zum Begräbnis meiner Hoffnung, dass eine nacheheliche Freundschaft möglich sei.“

Als 2011 die 20-jährige Sperrfrist nach Frisch Tod ablief, nahm der Stiftungsrat Einblick in das Berliner Journal, entschied sich jedoch gegen eine vollständige Veröffentlichung. Eine Auswahl der Einträge der ersten beiden Jahre wurde der Öffentlichkeit erstmals im Januar 2012 anlässlich einer Ausstellung in der Berliner Akademie der Künste zugänglich gemacht. In einer Pressemitteilung aus dem September 2011 begründete die Max-Frisch-Stiftung ihre Entscheidung:

„Aus persönlichkeitsrechtlichen Gründen kann das ‚Berliner Journal’ als Ganzes nicht publiziert werden. Ob wenigstens Teile daraus in einer Sammlung veröffentlicht werden, bedarf weiterer Abklärungen. […] Die entsperrten Bestände in Zürich sind aus juristischen Gründen vorderhand weder für die Wissenschaft noch für die Öffentlichkeit zugänglich.“

Erst im Januar 2014 kam es zu einer Veröffentlichung von Teilen der ersten zwei von insgesamt fünf Ringheften, die das Berliner Journal im Original umfasst, in einer Buchausgabe des Suhrkamp Verlags unter dem Titel Aus dem Berliner Journal. Herausgeber war der Präsident der Max-Frisch-Stiftung Thomas Strässle unter Mitarbeit der Leiterin des Max-Frisch-Archivs Margit Unser. In einem Nachwort der Ausgabe begründete Strässle die Auslassungen erneut mit „persönlichkeitsrechtlichen Gründen“. Er sprach den entfallenen Passagen aber auch – entgegen dem Urteil des Autors – den „Werkcharakter“ ab, da sie „nicht durchgearbeitet“ und somit nicht „von allgemeinem literarischen Interesse“ seien. Frisch-Biograf Volker Weidermann kritisierte die Entscheidung, mit der sich die Stiftung nach der Veröffentlichung der Entwürfe zu einem dritten Tagebuch im Jahr 2010 abermals über den Willen des verstorbenen Autors hinweggesetzt habe.

## Ausgaben
- Aus dem Berliner Journal. Herausgegeben von Thomas Strässle. Unter Mitarbeit von Margit Unser. Suhrkamp, Berlin 2014, ISBN 978-3-518-42352-3.
- Aus dem Berliner Journal. Ungekürzte Lesung von Franziskus Abgottspon für MDR Figaro. Der Audio Verlag, Berlin 2014, ISBN 978-3-86231-419-5.[5]